# Setophaga subita
Setophaga subita е вид птица от семейство Parulidae. Видът е почти застрашен от изчезване.

## Разпространение
Видът е разпространен в Антигуа и Барбуда.